# Piotr Szczepanowicz
Piotr Szczepanowicz (ur.w 1981 w Opolu) – polski twórca filmów animowanych.

## Wykształcenie
Studiował na kierunku pedagogika oświatowo-artystyczna na Uniwersytecie Opolskim. Jest absolwentem Szkoły Filmowej w Łodzi, gdzie ukończył kierunek Film Animowany i Efekty Specjalne na Wydziale Operatorskim.

## Praca zawodowa
Jego etiuda szkolna „Ukryte” otrzymała Złotego Pegaza – Grand Prix festiwalu Animator 2010 w Poznaniu. W 2012 roku zrealizował animację „Dróżnik”, która została nagrodzona na festiwalach w Krakowie, Petersburgu i Banja Luce. Piotr Szczepanowicz jest również montażystą i producentem filmu „Ziegenort” z 2013 roku uhonorowanego wieloma międzynarodowymi nagrodami, m.in. na festiwalach w Nowym Jorku, Londynie, Hamburgu, Oberhausen czy Espinho.
Współrealizował efekty specjalne do filmu „Piotruś i wilk” Suzie Templeton, który w 2008 roku zdobył Oscara w kategorii Najlepszy Krótkometrażowy Film Animowany, a także do filmów: „Świteź” Kamila Polaka, „Radostki” Magdaleny Osińskiej oraz „Magic Piano” Martina Clappa.
W 2014 roku Szczepanowicz został ekspertem Polskiego Instytutu Sztuki Filmowej.